# 스카릿 대학교
스카릿 대학교(Scarritt College)는 미국 미주리주 니오쇼에 있는 4년제 개신교 계열 사립 대학교이다. 1878년에 첫 개교하였다.

## 학교 동문

### 저명한 동문
- 에드워드 르브런 페어뱅크스 (E. LeBron Fairbanks - 미국 개신교 목사 겸 대학 교수)